# ایلومیناتی (کامیکس)
ایلومیناتی (انگلیسی: Illuminati) عنوان یک انجمن مخفی خیالی در کتاب کامیک ابرقهرمانی منتشرشدهٔ مارول کامیکس است. شخصیت‌های عضو این انجمن با هم متحد شده و به‌صورت پشت‌پرده عمل می‌کنند.
ایلومیناتی نخستین بار در کتاب انتقام‌جویان جدید شمارهٔ ۷ (ژوئیهٔ ۲۰۰۵) ظاهر شد.
این گروه پس از جنگ بین کری و اسکرال تشکیل شد. به گفتهٔ نویسندهٔ انتقام‌جویان جدید، هر یک از اعضای این گروه نمایندهٔ بخشی شاخص از دنیای مارول هستند.
اعضای اولیهٔ ایلومیناتی عبارت بودند از:
- نیمور (کمیک) شاه آتلانتیس و هفت اقیانوس که نمایندهٔ قالب ذهنی ضدقهرمانی است.
- مرد آهنی یا تونی استارک که نمایندهٔ انتقام‌جویان است. او انسانی معمولی است و هیچ ابرتوانایی‌ای ندارد.
- آقای شگفت‌انگیز رهبر چهار شگفت‌انگیز و نمایندهٔ بخش دانش‌بنیان گروه‌های ابرقهرمانی.
- بلک بولت رهبر گروه «ناانسان‌ها» که نمایندهٔ قالب پادشاه یا فرمانروا است.
- دکتر استرنج که جنبهٔ جادویی/غیر علمی دنیای مارول را نمایندگی می‌کند.
- پروفسور ایکس رهبر  مردان ایکس